# 5-й армейский корпус Армии Испании (Франция)
5-й армейский корпус Армии Испании (фр. 5e corps d'armée de l'Armée d'Espagne).
11 октября 1808 года Наполеон перевёл 5-й армейский корпус из Великой Армии в состав Армии Испании.
15 января 1810 года корпус вошёл в состав Южной армии маршала Сульта.
Корпус был расформирован маршалом Сультом 7 февраля 1812 года при реорганизации французских войск в Испании, находящихся под его началом.

## Состав корпуса
1-я пехотная дивизия
- дивизионный генерал Луи-Габриэль Сюше (11 октября 1808 – 5 апреля 1809)
- дивизионный генерал Жан-Батист Жирар (5 апреля 1809 – 31 декабря 1811)

2-я пехотная дивизия
- дивизионный генерал Оноре Газан (11 октября 1808 – 16 мая 1811)
- дивизионный генерал Мишель Клапаред (13 июня – ноябрь 1811)
- дивизионный генерал Огюстен Даррико (январь 1812 – 8 февраля 1814)

бригада лёгкой кавалерии
- бригадный генерал Луи-Пьер Монбрен (11 октября 1808 – 23 января 1809)
- бригадный генерал Фредерик Маризи (1809 – 1 февраля 1811)
- бригадный генерал Андре Бриш (1811 – 7 февраля 1812)

## Командование корпуса

### Командующие корпусом
- маршал Эдуар Мортье (11 октября 1808 – май 1811)
- дивизионный генерал Виктор Латур-Мобур (май – июль 1811)
- дивизионный генерал Жан-Батист Друэ д’Эрлон (июль 1811 – 7 февраля 1812)

### Начальники штаба корпуса
- дивизионный генерал Николя Бекер (11 – 22 октября 1808)
- полковник штаба (бригадный генерал с 17 декабря 1809) Луи Дамбовски (22 октября 1808 – 1 сентября 1811)

### Командующие артиллерией корпуса
- бригадный генерал Луи Фуше (11 октября 1808 – )
- полковник Жан Юмбер де Феркур (1808 – 8 сентября 1809)

### Командующие инженерами корпуса
- полковник Гийом Дод (11 октября 1808 – )